# هیروتو آرای
هیروتو آرای (ژاپنی: 新井 博人؛ زادهٔ ۲۲ ژوئن ۱۹۹۶) یک بازیکن فوتبال اهل ژاپن است.
از باشگاه‌هایی که در آن بازی کرده‌است می‌توان به باشگاه فوتبال گراونز کیتاکیوشو اشاره کرد.